# 維德拉河
49°06′N 13°30′E / 49.100°N 13.500°E

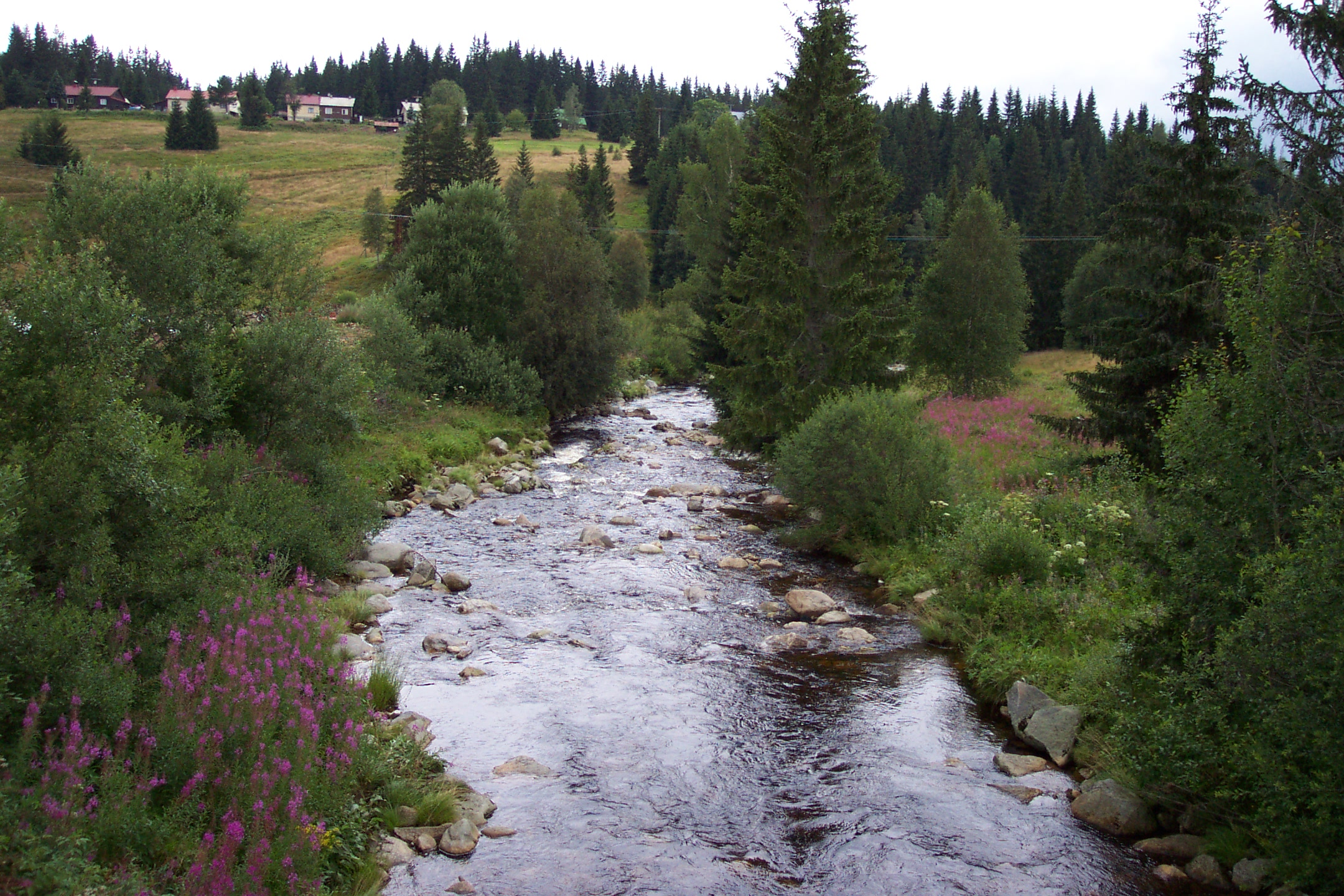

維德拉河是捷克的河流，距離布拉格130公里，河道全長23公里，流域面積146平方公里，發源自波希米亞林山，與克熱梅爾納河匯流成為奧塔瓦河。